# 新甲旦真
新甲旦真（1974年3月—），佛号李西，四川金川人，藏族，无党派人士。阿坝州金川县昌都寺主持活佛。中华人民共和国政治人物、第十三届全国人民代表大会四川地区代表。

## 生平
2018年2月24日，当选为第十三届全国人大代表。